# Han Herred Havbåde
 Der er for få eller ingen kildehenvisninger i denne artikel, hvilket er et problem. Du kan hjælpe ved at angive troværdige kilder til de påstande, som fremføres i artiklen.

## Beskrivelse af baggrunden for foreningens dannelse
Byen Slettestrand har tilbage i historien været en del af skudehandlen med bl.a. Norge, og senere fiskeri i Jammerbugten - i 1999 sluttede fiskeriet fra Slettestrand. Dette er en artikel om, hvordan fiskerihistorien og havbådebyggerkunsten alligevel er blevet bevaret - og anerkendt af bl.a. UNESCO - takket være indsatsen fra foreningen Han Herred Havbåde.
I 2005-2006 dannedes den første arbejdsgruppe i Slettestrand bestående af et par fiskere, en smed, en gårdejer og to etnologer. De ville redde de fire gamle, lokale fiskebåde "Skarreklit", "Nordsøen", "Jammerbugt" og "Elbo" fra at blive helt ødelagte - for der var ingen planer for de stærkt medtagne havbåde.
Kystfiskeriet var hårdt ramt af konfiskation af partsfiskernes fangstret og kvoternes liberalisering, og samtidig var havbådebyggerkunsten også ved at forsvinde - sammen med de resterende bygninger og spilanlæg, som skulle fjernes.
I 2006 fik arbejdsgruppen tilsagn fra daværende EBH-fond om støtte til bådenes genopbygning. Samtidig havde kommunen købt den fredede redningsstation af staten. Bådene var klar til at blive repareret og genopbygget på landingspladsen i Slettestrand. Ministerier og styrelser gav deres tilladelser og dispensationer, og havbådeforening Han Herred Havbåde var en realitet.
I 2011 blev foreningens bådebyggeri og havbådehus indviet.